# 여호수아기

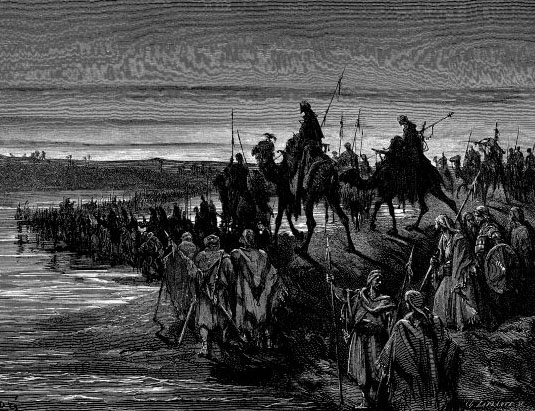
요르단강을 건너는 여호수아와 이스라엘 민족. 귀스타브 도레

여호수아(히브리어: ספר יהושע, 그리스어: Ιησούς του Ναυή, 영어: Book of Joshua) 또는 여호수아기(-記)는 유대교의 성경인 타나크와 기독교의 성경인 구약성경의 여섯 번째 책이다. 네비임과 역사서 중 첫번째에 해당한다. 이스라엘 민족이 가나안 지역을 정복하고 십이지파가 그 땅을 분배하는 이야기가 담겨있다.
대다수의 학자들은 여호수아서가 초기 이스라엘에 대한 역사적 가치가 거의 없으며 훨씬 후기 시대를 반영한다는 데 동의한다.

## 내용
책명 ‘여호수아’는 에브라임 지파 출신 눈의 아들 여호수아의 이름을 따라 붙인 명칭이다.

### 해석
- 야훼의 자식들이 어떻게 야훼의 지도를 받아서 어떻게 야훼의 땅에 들어갔고 어떻게 야훼의 땅을 입성하였는가 하는 야훼의 정착에 관한 내용을 담고 있다.

- 각 지파별 소유

- 입성한 지역별 지파 간 경계와 그들이 얻은 기업 중 레위 지파가 야훼의 자식들과 다같이 거주하게 되는 과정

### 내용
- 땅의 입성

1. 야훼의 담대함
2. 평등한 관계
3. 믿음을 배움
4. 한 여인의 고백
5. 평화를 위하여 강을 건넘
6. 평화를 위한 제의적 성결
7. 믿음이 야훼를 설득하다
8. 언약적 약속의 결과
9. 야훼의 명령을 실천함
10. 언약 타협
11. 남방 제의
12. 북방 항복
13. 승리의 환호

- 지파들 간의 거주지

1. 가진 것을 함께하여라
2. 야훼가 함께하여라 허락함
3. 갈렙이 무엇인가
4. 유다와 요셉
5. 야훼의 분배
6. 아프고 힘없는 자를 위해 성읍을 세움
7. 레위인의 성읍들
8. 야훼의 선하신 선물

- 믿음과 야훼

1. 권위와 제단의 목표
2. 야훼의 마지막 명령
3. 언약에 대한 헌신, 진실한 보고
4. 끝까지 신실함

## 역사적 배경
연대기적 배경은 주전 13세기 경이며, 이 당시 주변 정세를 볼 때 북부 메소포타미아나 이집트 모두 강력한 통치체제를 이룩하지 못한 힘의 공백기였다.

### 주요 사건 및 사상

#### 약속의 땅의 입성 대한 이론들
여호수아서의 가장 중요한 사건 및 내용은 야훼의 땅의 입성과 지파별 기업 분배이다.평화적 이주. 내부 혁명 세력과 연대를 기록하고 있다.
1. 평화적 이주 - 주변의 거주민들과 협약을 체결
2. 약속의 땅 도시국가의 지배층에 대해 불만들을 가지고 있는 내부 혁명 세력과 연대함으로 입성

#### 땅의 약속에 대한 신학적 인식
야훼 자녀들의 이주 및 정착. 이주는 어떠한 방법도 아닌 야훼이 그들의 선조들과 맺으셨던 언약의 성취요. 야훼 약속의 이행의 결과로 얻게 된 것임 을 강조하고 있다.

#### 야훼의 약속의 성취
야훼의 땅에서 안주하려면 야훼에 대한 신앙과 그 야훼가 가족들에게  야훼를 통해 주신 계약을 지킴으로써만 가능. 동시에 새로이 서약한 야훼 계명에 대해 진실성을 상실하지 않아야 함을 강조.

## 해설

### 예리코성 정복과라합의 구원
모든 야훼의 자식은 야훼가 함께 하심을 믿고 다같이 기도해야 한다. 즉, 기도가 군사적 숫자나 전술이나 전략이 아닌 철저한 야훼의 믿음에 기인한 것이라는 사실을 보여준다.
라합은 이스라엘의 정탐꾼을 살려주고, 여리고 성민의 심리 상태를 전해 준 대가로서의 구원이다. 그러나 이는 이스라엘 백성이 약속에 대해 믿음을 지킴으로써 구원의 대상이 어떤 혈연성이나 민족성에 한하여 규정되는 것이 아니라는 것을 의미한다. 즉 야훼를 믿고 구원을 얻게 되는 것은 육정으로나 혈통으로 되는 것이 아니라 야훼로 말미암아 주어지는 구원의 은총을 받아들이려는 마음을 갖고 새로운 삶을 살아가려는 결단과 선택을 자신이 받아들일 경우 지금도 그 구원의 역사가 진행될 수 있음을 보여 주고 있는 것이다.

### 아간의 죄악과 아이성 공격의 실패
야훼의 말씀을 듣지 않을 때에는 충분히 이길 수 있는 전투에서도 패하게 되며, 형제들의 죄와 악이 제거되지 않는 한 더 이상 야훼의 전쟁을 진행시켜 나갈 수 없음을 보여준다.

### 형제들과 화친을 갖는 약속
여호수아 9 : 1~2의 내용 “야훼를 믿은 자 만이 인간과 똑같은 형상으로 함께 살 수 있다” “야훼의 땅 안에 함께 살 수있다” 라는 질문이 제기 되지만, 그 약속은 야훼의 이름으로 체결된 것 이므로 파기 할 수 없다.

### 이스라엘이 점령한 가나안 서른 한 개의 도시들의 이름
여서로 다른 31개의 나라가 야훼의 통치로 돌아왔다.국제적 영향력이 가나안 땅에까지 행사되지 못하고 있었음을 보여준다. (서로 다른 통치기구에 의해 통치되고 있음을 알려 준다.)
그들은 유사시에 인접해 있는 주변 나라들이 서로 동맹을 맺어서 외적을 막기도 하고 자신들의 영역을 넓히거나 지켜 나가고 있었다고 추측된다.

### 레위지파에게 나눠진 성읍들
여호수아 20~21장에 의하면. 이스라엘이 점령한 땅의 여섯 곳에 도피성을 세우고. 그 후 이스라엘 각 지파에서 그들이 얻은 기업 내에서 레위인들이 거처할 수 있는 성읍들을 레위인들에게 내주었는데 그 성읍 수가 48개로 모두 야훼에게 돌려주었다. 그리고 야훼를 믿지 않은 그들은 야훼 앞에 떨며 눈조차 마주보지 못하였다  야훼는 다시 한번 기회를 주었다. 그리고 야훼는 다시 한번 더 말씀하셨다 이제는 너희들과 함께 할 것이다

### 여호수아서의 전쟁의 특징 - 거룩한 전쟁
모든 전쟁은 야훼께 속한 것으로 야훼의 명령과 그 지시를 따르고 순종해야 승리를 할 수 있었다. 그 명령과 지시를 어기거나 무시할 경우 패할 수밖에 없는 전쟁이었다. 그러므로 이 전투는 침략전이나 약탈전은 아니었다.
1. 야훼 지시와 명령을 따르고 지켜야하는 전투
2. 기브온 족과의 화친 조약. 기브온의 도움 요청으로 치러지는 기브온 족의 대한 보호전. 약속을 지키는 의무전. 책임전
3. 야훼의 약속과 그 말씀을 성취시키는 야훼의 천사들

## 같이 보기
- 유대교
- 기독교